# Жеплинський Богдан Михайлович
Богда́н Миха́йлович Жепли́нський (5 квітня 1929, м. Дрогобич, нині Львівської області, Україна — 28 серпня 2020, м. Львів) — український науковець, інженер хімік-технолог, винахідник, бандурист, дослідник кобзарства, публіцист і громадський діяч. Батько Дарії Ковальчук, дід Мирослава Ковальчука.

## Життєпис
Навчався у Львівському політехнічному інституті, де грав в інститутській капелі бандуристів (1946—1950). У 1950 репресований разом з усіма бандуристами капели і засланий до Сибіру, де працював на каторжних роботах у Зирянському ліспромгоспі Томської області. Там разом із братом Романом створив капелу бандуристів каторжан.
У 1956 році закінчив Томський політехнічний інститут. Працював інженером на хімічних заводах у Пермі (Росія) та Новому Роздолі на Львівщині, старшим науковим співробітником у Львівському відділенні інституту економіки АНУ та Інституті сірчаної промисловості у Львові.
Вивчав гру на бандурі в Юрія Сінґалевича та Олекси Гасюка. Створив капелу бандуристів селища Торба (Томська область). Богдан Жеплинський із дружиною створив і керував капелами бандуристів при Палаці культури заводу «Львівсільмаш», при Львівській політехніці, Львівському професійно-технічному училищі № 4, які за значні успіхи нагороджені грамотами й медалями.
Помер у Львові, похований на Личаківському цвинтарі (поле № 45).

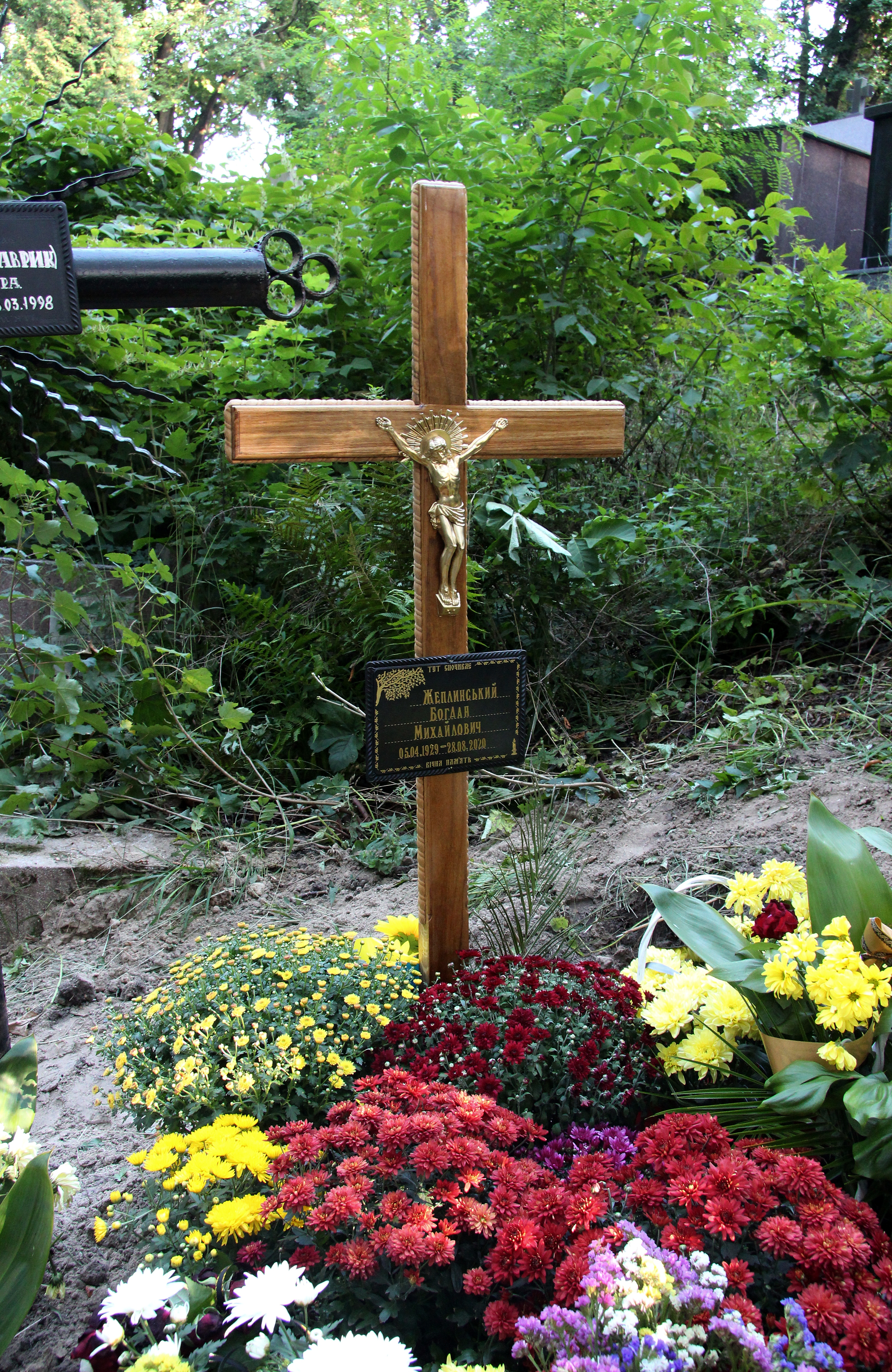

## Творчий доробок
Автор понад 250 публікацій в наукових збірниках та часописах, серед яких:
- Жеплинський Б. М. Відроджений ляльковий вертеп / Жеплинський Б. М., Ковальчук Д. Б., Ковальчук М. М. — Львів: Галиц. Вид. Спілка, 2013. — 204 с. [Архівовано 19 лютого 2019 у Wayback Machine.]
- Жеплинський Б. Кобзарство і ми. Т. 1 / Богдан Жеплинський, Дарія Ковальчук, Мирослав Ковальчук. — Львів: Галиц. Вид. Спілка, 2014. — 640 с. [Архівовано 21 лютого 2019 у Wayback Machine.]
- Жеплинський Б. Кобзарство і ми / Богдан Жеплинський, Дарія Ковальчук, Мирослав Ковальчук. — Львів: Галиц. Вид. Спілка, 2014. — 612 с. [Архівовано 21 лютого 2019 у Wayback Machine.]
- Жеплинський Б. М. Коротка історія кобзарства в Україні / Богдан Жеплинський. — Львів: Край, 2000. — 196 с. [Архівовано 21 лютого 2019 у Wayback Machine.]
- Кобзарі, бандуристи: комплект, 12 листівок з текстівками укр. мовою / упоряд. та авт. тексту Жеплинський Б. М. — Львів: Край, 1999. — 12 окр. арк. в обкл. [Архівовано 21 лютого 2019 у Wayback Machine.]
- Кобзарі, бандуристи: комплект, 12 листівок з текстівками укр. мовою / упоряд. та авт. тексту Жеплинський Б. М. — Львів: Академ. Експрес, 1997. — 12 окр. арк. в обкл. [Архівовано 21 лютого 2019 у Wayback Machine.]
- Кобзарі: комплект листівок / упоряд. та авт. тексту Жеплинський Б. М. — Київ: Мистецтво, 1991. — 15 окр. арк. в обкл. [Архівовано 20 лютого 2019 у Wayback Machine.]
- Жеплинський Б. М. Українські кобзарі, бандуристи, лірники: енцикл. довід. / Жеплинський Б. М., Ковальчук Д. Б. — Львів: Галиц. Вид. Спілка, 2011. — 315 с. : фот. [Архівовано 20 лютого 2019 у Wayback Machine.]
- Жеплинський Б. М. Кобзарськими стежинами / Богдан Жеплинський ; НАН України, Львів. наук. б-ка ім. В. Стефаника. — Львів: б. в., 2002. — 277 с. : іл., портр. [Архівовано 20 лютого 2019 у Wayback Machine.]
- Жеплинський Б. М. Капели бандуристів / Богдан Жеплинський, Дарія Ковальчук, Мирослав Ковальчук. — Львів: Галиц. Вид. Спілка, 2016. — 187 с. : іл. [Архівовано 21 лютого 2019 у Wayback Machine.]
- Жеплинський Б. М. Ансамблі бандуристів: дуети тріо, квартети, ансамблі / Богдан Жеплинський, Дарія Ковальчук, Мирослав Ковальчук. — Львів: Галиц. Вид. Спілка, 2016. — 363 с. : іл. [Архівовано 21 лютого 2019 у Wayback Machine.]
- Дударі: дослідження: для фольклористів, викладачів, студентів, мистецтвознавців, виконавців, учасників твор. муз. колективів / Богдан Жеплинський, Дарія Ковальчук, Мирослав Ковальчук, Дмитро Дідушко. — Львів: Растр-7, 2017. — 109 с. : іл. [Архівовано 21 лютого 2019 у Wayback Machine.]
- Богдан Жеплинський: біобібліогр. довід. / НАН України, Львів. нац. наук. б-ка України ім. В. Стефаника ; уклад.: М. З. Литвин, І. В. Морозова. — Львів: Львів. нац. наук. б-ка України ім. В. Стефаника, 2011. — 222 с. [Архівовано 21 лютого 2019 у Wayback Machine.]
- Творці яворівських забавок / Жеплинський Б. М., Ковальчук Д. Б., Ковальчук М. М., Дацко В. І., Яремин В. М. — Львів: Колесо, 2018. — 270 с. [Архівовано 21 лютого 2019 у Wayback Machine.]
- О. Михайло Жеплинський: служіння Богу та Україні / Богдан Жеплинський та ін. — Львів: Растр-7, 2019. — 355 с. [Архівовано 26 лютого 2021 у Wayback Machine.]

Автор 25 авторських свідоцтв на винаходи і технічні вдосконалення. Жеплинський разом з донькою Дарією підготували до друку (вперше в Україні) книгу «Українські кобзарі, бандуристи, лірники. Енциклопедичний довідник» (в якій близько 4 тисяч імен), а в його картотеці близько 6000 творчих біографій визначних кобзарів, лірників, дударів, трембітарів, скрипалів, цимбалістів та інших народних музикантів усіх часів.

## Громадська діяльність
- Від 1994 — голова Львівського відділення Всеукраїнської (нині Національної) спілки кобзарів України.
- Член Наукового товариства імені Тараса Шевченка.
- Учасник багатьох кобзарських з'їздів, наукових конференцій з питань кобзарства.

## Відзнаки
- Заслужений працівник культури України.
- Відмінник освіти.
- Лауреат Фонду духовного відродження імені Митрополита Андрія Шептицького (1997).